# Vojtěch Král
Vojtěch Král (* 4. července 1988 Šumperk) je bývalý český reprezentant v orientačním běhu. Mezi jeho největší úspěch patří bronzová medaile z krátké trati na Světových hrách 2017 ve Vratislavi a zlatá medaile ze sprintu z juniorského mistrovství světa 2007 v Austrálii. V současnosti běhá za český klub SK Severka Šumperk a současně je členem švédského klubu IFK Moras OK, za který startuje ve Skandinávii. Kariéru reprezentačního běžce ukončil po Mistrovství světa v orientačním běhu 2025 v Kuopiu.
V anketě o nejlepšího českého orientačního běžce roku, kterou každoročně pořádá Český svaz orientačních sportů, opakovaně zvítězil v letech 2016, 2017, 2018 a 2019.

## Sportovní kariéra

### Umístění na Světových hrách
| Světové hry     | Sprint    | Middle    | Štafety  |
| --------------- | --------- | --------- | -------- |
| Vratislav 2017  | 9. místo  | 3. místo  | 6. místo |
| Birmingham 2022 | 11. místo | 13. místo | 4. místo |

### Umístění na MS a ME
| Mistrovství světa    | Sprint    | Middle    | Long      | Štafety   | Mix štafety | KO sprint |
| -------------------- | --------- | --------- | --------- | --------- | ----------- | --------- |
| Miskolc 2009         | 35. místo | X         | X         | X         | –           | /         |
| Lausanne 2012        | 10. místo | 31. místo | X         | X         | –           | /         |
| Veneto/Trentino 2014 | 17. místo | 35. místo | X         | X         | 7. místo    | /         |
| Inverness 2015       | 12. místo | 19. místo | X         | 5. místo  | X           | /         |
| Stromstad 2016       | 6. místo  | 11. místo | X         | 11. místo | 6. místo    | /         |
| Tartu 2017           | 6. místo  | 12. místo | X         | 11. místo | 4. místo    | /         |
| Riga 2018            | 11. místo | 14. místo | 13. místo | 5. místo  | 5. místo    | /         |
| Østfold 2019         | –         | 14. místo | 7. místo  | 4. místo  | –           | /         |
| Doksy 2021           | 11. místo | X         | 16. místo | 5. místo  | 5. místo    | /         |
| Kolding 2022         | X         | /         | /         | /         | 10. místo   | 13. místo |
| Kuopio 2025          | /         | X         | 33. místo | 7. místo  | /           | /         |

| Mistrovství Evropy | Sprint    | Middle    | Long      | Štafety   | Mix štafety | KO sprint |
| ------------------ | --------- | --------- | --------- | --------- | ----------- | --------- |
| Falun 2012         | 18. místo | 22. místo | X         | 9. místo  | /           | /         |
| Palmela 2014       | 9. místo  | 10. místo | X         | 2. místo  | /           | /         |
| Jeseník 2016       | 11. místo | 15. místo | /         | 3. místo  | 5. místo    | /         |
| Tessin 2018        | 7. místo  | 10. místo | 13. místo | 4. místo  | 4. místo    | /         |
| Neuchatel 2021     | 9. místo  | /         | /         | /         | 4. místo    | 5. místo  |
| Rakvere 2022       | /         | 48. místo | DSQ       | 11. místo | /           | /         |

| Mistrovství světa juniorů | Sprint    | Middle    | Long      | Štafety  |
| ------------------------- | --------- | --------- | --------- | -------- |
| Druskininkai 2006         | 22. místo | X         | 80. místo | 4. místo |
| Dubbo 2007                | 1. místo  | 29. místo | 21. místo | X        |
| Göteborg 2008             | 24. místo | 44. místo | 62. místo | X        |

| Rok           | Sprint   | Middle   | Long | Štafety  | Mix štafety |
| ------------- | -------- | -------- | ---- | -------- | ----------- |
| Borlänge 2010 |          | 7. místo |      |          |             |
| Olomouc 2014  | 5. místo | 5. místo |      | 2. místo | 3. místo    |

### Umístění na MČR
| Ročník   | Kategorie               | Klasická  | Krátká     | Sprint    | Dlouhá    | Noční      | Ranking            | Členství v klubu   | Štafety   | Kluby      | Sprint. štafety |
| -------- | ----------------------- | --------- | ---------- | --------- | --------- | ---------- | ------------------ | ------------------ | --------- | ---------- | --------------- |
| MČR 2002 | H16 – mladší dorostenci | 22. místo |            | 9. místo  |           | 5. místo   |                    | SK Severka Šumperk |           |            |                 |
| MČR 2003 | H16 – mladší dorostenci | 10. místo | 15. místo  | 14. místo |           | 9. místo   | 834. místo         | SK Severka Šumperk |           |            |                 |
| MČR 2003 | H18 – starší dorostenci |           |            |           |           |            |                    | SK Severka Šumperk | 3. místo  | 7. místo   |                 |
| MČR 2004 | H16 – mladší dorostenci | 3. místo  | 6. místo   | 3. místo  |           | 6. místo   | 766. místo         | SK Severka Šumperk |           |            |                 |
| MČR 2004 | H18 – starší dorostenci |           |            |           |           |            |                    | SK Severka Šumperk | 3. místo  |            |                 |
| MČR 2004 | H21 – muži              |           |            |           |           |            |                    | SK Severka Šumperk |           | 26. místo  |                 |
| MČR 2005 | H18 – starší dorostenci | 2. místo  | 7. místo   | 4. místo  | 10. místo | 14. místo  | 467. místo         | SK Severka Šumperk | 1. místo  | 10. místo  |                 |
| MČR 2006 | H18 – starší dorostenci | 3. místo  | 1. místo   | 3. místo  |           | 5. místo   | 277. místo         | SK Severka Šumperk | 4. místo  | 7. místo   |                 |
| MČR 2007 | H20 – junioři           | 1. místo  | 9. místo   | disk      |           |            | 48. místo          | SK Severka Šumperk |           |            |                 |
| MČR 2007 | H21 – muži              |           |            |           |           |            |                    | SK Severka Šumperk | 7. místo  | 21. místo  |                 |
| MČR 2008 | H20 – junioři           | 1. místo  |            |           | 4. místo  | 2. místo   | 15. místo          | SK Severka Šumperk |           |            |                 |
| MČR 2009 | H21 – muži              |           | 2. místo   | 15. místo | 7. místo  | 4. místo   | 20. místo          | SK Severka Šumperk | 14. místo | 23. místo  |                 |
| MČR 2010 | H21 – muži              |           | 555. místo | 6. místo  |           |            | 30. místo          | SK Severka Šumperk | 6. místo  | 25. místo  |                 |
| MČR 2011 | H21 – muži              |           |            | 10. místo |           |            | 99. místo          | SK Severka Šumperk | 5. místo  | 14. místo  |                 |
| MČR 2012 | H21 – muži              | 5. místo  |            | disk      |           | 351. místo | SK Severka Šumperk |                    |           |            |                 |
| MČR 2013 | H21 – muži              | 2. místo  |            | 1. místo  |           | 170. místo | SK Severka Šumperk | 6. místo           | 25. místo |            |                 |
| MČR 2014 | H21 – muži              | 5. místo  | 6. místo   | 1. místo  |           | 4. místo   | SK Severka Šumperk | 6. místo           | 15. místo |            |                 |
| MČR 2015 | H21 – muži              | 13. místo | 1. místo   |           |           | 472. místo | SK Severka Šumperk | 4. místo           | 20. místo |            |                 |
| MČR 2016 | H21 – muži              |           |            | 1. místo  |           | 123. místo | SK Severka Šumperk | 6. místo           | 18. místo | 12. místo  |                 |
| MČR 2017 | H21 – muži              | 2. místo  | 3. místo   | 1. místo  | 2. místo  | 1. místo   | SK Severka Šumperk | 4. místo           | 17. místo |            |                 |
| MČR 2018 | H21 – muži              |           | 3. místo   | 1. místo  |           | 5. místo   | SK Severka Šumperk | 3. místo           | 4. místo  | 1. místo   |                 |
| MČR 2019 | H21 – muži              | 1. místo  | 1. místo   | 1. místo  |           | 2. místo   | SK Severka Šumperk | 3. místo           | disk      | 2. místo   |                 |
| MČR 2020 | H21 – muži              | 2. místo  | 1. místo   | 6. místo  |           | 1. místo   | SK Severka Šumperk | 3. místo           |           |            |                 |
| MČR 2021 | H21 – muži              | 1. místo  |            | 2. místo  |           | 65. místo  | SK Severka Šumperk | 6. místo           | 4. místo  | 2. místo\| |                 |
| MČR 2022 | H21 – muži              |           | 3. místo   |           |           | 4. místo   | SK Severka Šumperk | 8. místo           | 8. místo  |            |                 |
| MČR 2023 | H21 – muži              |           | 4. místo   | 2. místo  |           |            | 3. místo           | SK Severka Šumperk | 10. místo | 4. místo   | 1. místo        |
| MČR 2024 | H21 – muži              | DISK      |            | 6. místo  |           |            | 4. místo           | SK Severka Šumperk | 7. místo  | 12. místo  |                 |